# Werbka
Werbka (Wierzbka) – strumień, lewy dopływ Wieprza o długości 15,13 km.
Strumień płynie w województwie lubelskim wzdłuż drogi wojewódzkiej nr 837. Wypływa na terenie wsi Równianki w gminie Rudnik i płynie na wschód. Po około 300 m tworzy niewielkie zakole, zmieniając przy tym bieg z wschodniego na południowo-wschodni i płynie tak do ujścia. Przepływa przez Kaszuby, Wierzbicę, Mościska, Płonkę-Kolonię, Płonkę, Kolonię Emską, Staw Noakowski, a po minięciu wsi Staw Ujazdowski wpływa do Wieprza.